# Pitivi
Pitivi (inizialmente chiamato PiTiVi) è un software libero di montaggio video non lineare per il sistema operativo Linux.
È sviluppato da volontari, con la possibilità di ricevere supporto professionale da Collabora Multimedia. Grazie a GStreamer, Pitivi è stato il primo editor video open source a supportare il formato Material Exchange Format (MXF). Parte dello sviluppo è stato finanziata dall'iniziativa Google Summer of Code. Con l'uscita della versione 0.91, il nome PiTiVi è stato cambiato in Pitivi.

## Storia

### La creazione e l'inclusione in Ubuntu
Edward Hervey cominciò a lavorare a PiTiVi nel 2004 come progetto di fine corso alla EPITECH engineering school di Parigi. Inizialmente scritto in C, dopo diciotto mesi fu riscritto completamente in Python.
Laureatosi, Edward fu ingaggiato da Fluendo per sviluppare GStreamer nei successivi due anni, passati i quali Edward cofondò il reparto Multimedia di Collabora con l'obiettivo di migliorare Pitivi, GStreamer e i plugin GNonlin.
Nell'aprile 2010, in occasione del lancio di Ubuntu 10.04 "Lucid Lynx", PiTiVi 0.13.4 divenne il primo editor video ad essere incluso di default nell'ISO del CD di Ubuntu. Nel maggio 2011, fu annunciato che Pitivi non sarebbe più stato incluso nell'ISO a partire da Ubuntu 11.10.

### La ristrutturazione
Edward Hervey annunciò la pubblicazione di GStreamer Editing Services (GES) verso la fine del 2009. Ulteriori conferme dell'intenzione di migrare Pitivi a GES arrivarono alla conferenza Meego nel 2011, ma non fu prima del lancio della versione 0.15 nel settembre 2011 che Thibault Saunier annunciò ufficialmente che la versione successiva di Pitivi sarebbe stata basata su GES.
Durante la transizione dalla versione 0.15 alla 0.91, molte migrazioni tecnologiche hanno avuto luogo, come:
- La migrazione dell'interfaccia grafica a GTK 3
- La migrazione dai binding statici PyGTK a PyGObject, che utilizza GObject Introspection
- La migrazione da Gstreamer 0.10 a Gstreamer 1.0

Durante le fasi finali di questi cambiamenti che hanno portato all'uscita di Pitivi 0.91, la timeline è stata migrata a Clutter.
La prima versione di Pitivi che utilizzava GES fu la 0.91 "Charming Defects", uscita in ottobre 2013. Grazie al nuovo engine molto del vecchio codice poté essere rimosso, portando così ad una notevole rifattorizzazione della codebase di Pitivi.

### La sponsorizzazione di Collabora
Alla fine del 2008, Collabora Multimedia decise di finanziare lo sviluppo di Pitivi per tutto il 2009 ingaggiando Edward Hervey, Brandon Lewis e Alessandro Decina per migliorare Pitivi e GNonlin.

### Raccolta fondi
Nel febbraio 2014, il progetto ha annunciato l'intenzione di raccogliere 100000€ per accelerare lo sviluppo. Il denaro verrà suddiviso in:

- Fase 1 - 35000€ per migliorare la stabilità in modo da distribuire Pitivi 1.0.
- Fase 2 - Miglioramento delle funzionalità, 1925€ per l'aggiunta di una timeline magnetica, 4400€ per delle interfacce volte a permettere editing multi-camera, 4766€ per preparare un porting a macOS. La raccolta fondi verrà condotta attraverso la GNOME Foundation.[17]

## Caratteristiche e funzionalità
Il progetto è stato sviluppato per essere un editor intuitivo e ben integrato con l'ambiente desktop GNOME. Adotta la licenza GNU LGPL. Pitivi punta ad essere un "editor flessibile e potente, che riesca ad attrarre prosumer e professionisti."
Il programma offre funzioni di importazione ed esportazione (rendering) di file multimediali dal framework GStreamer e dai suoi plugin; supporta inoltre funzionalità basilari di editing video come: trimming, snapping, splitting e cutting delle clip. Il mixing audio viene supportato mediante curve, visualizzate come segmenti di rette disegnati su una forma d'onda sonora. Pitivi permette di muoversi attraverso un file multimediale utilizzando scorciatoie da tastiera. Clip audio e video possono essere associati e trattati come un singolo clip. Un basilare supporto al mixing video (compositing e transizioni) è stato aggiunto verso la fine del 2009 ma è ancora soggetto a forti cambiamenti. Una lista completa delle funzionalità si può trovare nel sito web.